# Liste des seigneurs et barons d'Espelette
Voici la liste des seigneurs puis barons d'Espelette, dans la province basque de Labourd.

## Aperçu historique

Blason de la Maison d'Ezpeleta

Les seigneurs d'Espelette sont des nobles basques. Installés aux confins de la Navarre et de la Vasconie, leur loyauté fluctue entre le roi de Navarre et le duc de Vasconie (le roi d'Angleterre à partir de 1154).
L'intervention de Richard Cœur de Lion en Labourd en fait des vassaux anglais jusqu'à la conquête française en 1450. Ils deviennent alors vassaux du roi de France.
Parallèlement le roi de Navarre continue de vouloir se les attacher et il y parvient définitivement en 1408 en leur concédant le titre de vicomte du Val d'Erro en Navarre.
La conquête de la Navarre par les espagnols (1512-1530) les convertis finalement en vassaux du roi d'Espagne.
Le conflit de loyauté se produit lors de la guerre de Trente Ans entre la France et l'Espagne : le baron d'Espelette ayant rejoint l'armée espagnole contre la France, ses biens sont confisqués par le roi de France. Il y eut bien une tentative familiale de recouvrer ces biens en se faisant naturaliser mais la baronnie d'Espelette fut bientôt rattachée à la France.

## Seigneurs d'Espelette

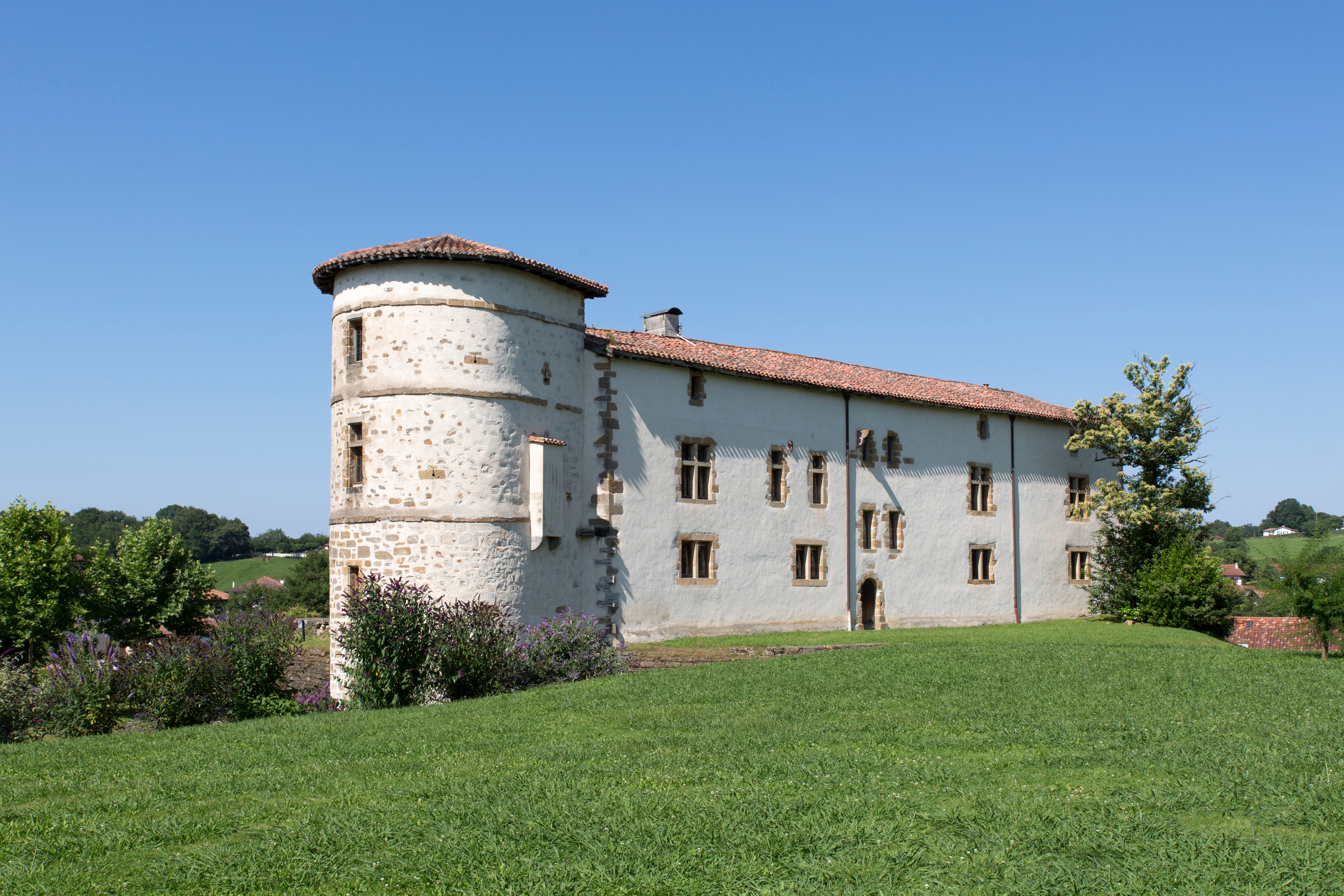
État actuel du château d'Ezpeleta

- vers 1059: Aner ou Aznar d'Ezpeleta, premier seigneur d'Espelette connu, ricombre de Navarre[1].

...
- vers 1170 : Jean Ier d'Ezpeleta (frère ou neveu de Pierre-Bertrand d'Ezpeleta, évêque de Bayonne 1170-1178)
- 1190-1220 : Alphonse Ier d'Ezpeleta, fils du précédent
- 1233-1257 : Sanche d'Ezpeleta, fils du précédent
- après 1257 : Bernard-Sanche d'Ezpeleta, fils du précédent
- vers 1275 : Garcie-Arnaud Ier d'Ezpeleta, fils du précédent
- 1294-1319 : Garcie-Arnaud II d'Ezpeleta, fils du précédent
- 1332-1338 : Pierre-Arnaud d'Ezpeleta, fils du précédent
- 1340-1385 : Garcie-Arnaud III d'Ezpeleta, fils du précédent
- vers 1385 : Alphonse II d'Ezpeleta, fils du précédent
- après 1385 : Jeanne d'Ezpeleta, sœur du précédent, épouse Oger de Garro, seigneur du Val d'Erro en Navarre (+1408)
  - Leurs enfants prennent le nom et les armes d'Ezpeleta

## Barons d'Espelette et vicomtes du val d'Erro
- 1408-1445 : Bertrand Ier d'Ezpeleta, fils de Jeanne et d'Oger, nommé vicomte en 1408 par Charles III, roi de Navarre.
- 1445-1471 : Jean II d'Ezpeleta, fils du précédent et d'Éleonore de Villaespesa, nommé baron en 1462 par Louis XI, roi de France.
- 1471-1515 : Jean III d'Ezpeleta, fils du précédent et de Catherine de Navarre.
- 1515-1567 : Léon d'Ezpeleta, fils du précédent et de Jeanne d'Etchauz.
- 1568-1593 : François d'Ezpeleta, fils du précédent et d'Antonia de Gongora.
- 1593-1622 : Pierre d'Ezpeleta, fils du précédent et d'Engrâcie de Luxe.
- 1622-1638 : Bertrand II d'Ezpeleta, fils du précédent et de Marie de La Mothe de Castelnau, accusé de félonie et dépossédé de la baronnie d'Espelette pour avoir participé aux côtés des Espagnols à la défense de Fontarrabie contre la France (+1645)
  -  Géronime d'Ezpeleta , fille unique du précédent et de Maria de Gongora, épouse Gaspar Enriquez de Lacarra, comte d'Ablitas

## Barons d'Espelette

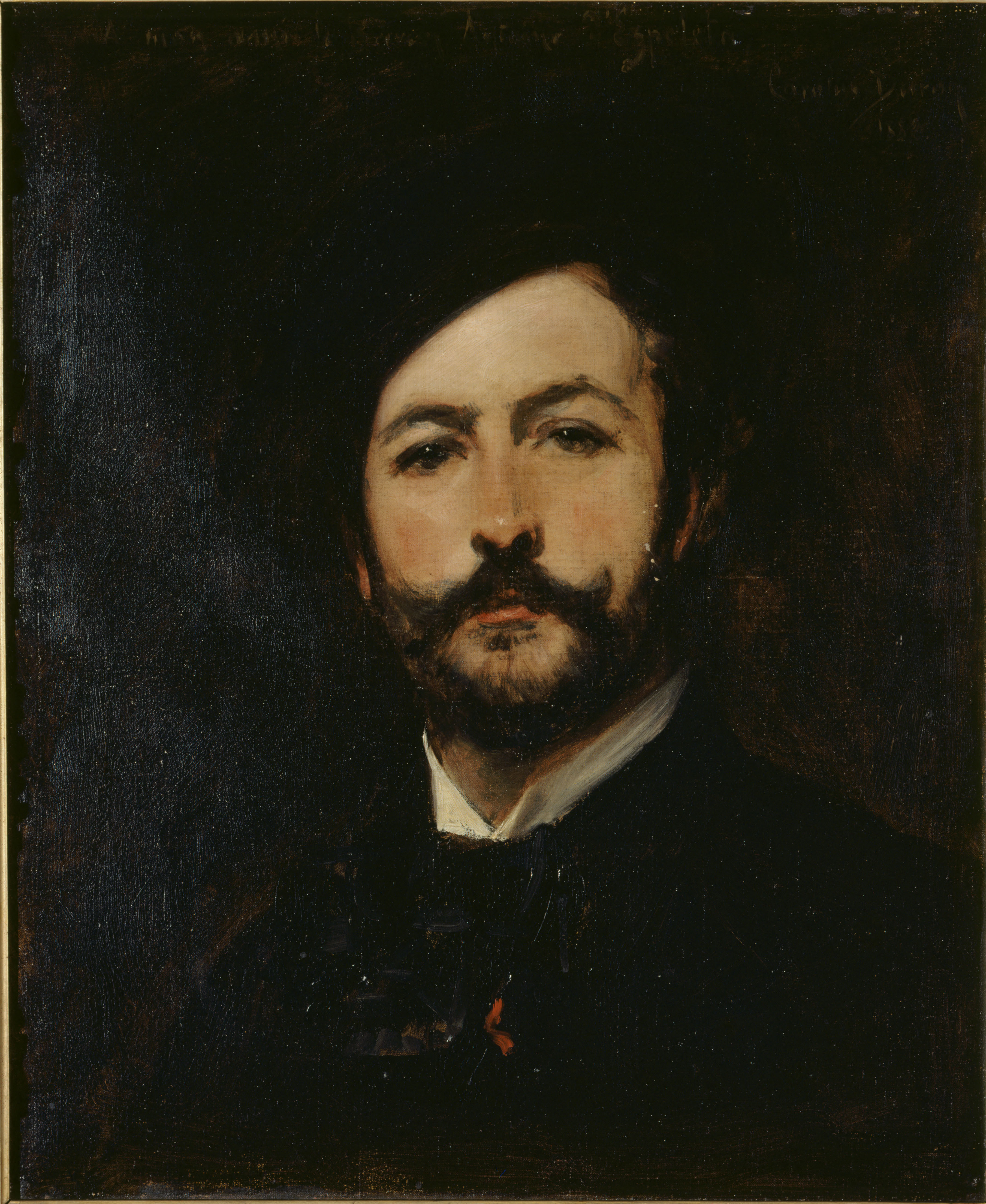
Portrait du baron Antoine d'Ezpeleta
Carolus-Duran, 1882
Petit Palais, Paris

- 1638-1662 : Nicolas d'Ezpeleta, frère de Bertrand II, se prétend baron d'Espelette sans reconnaissance officielle
- 1638-1689 : Barbe d'Ezpeleta, sœur du précédent, reconnue baronne par le Parlement de Bordeaux. Célibataire, décédée au château de Noaillan le 28 août 1689.
- 1690-1700 : Juliana Enriquez de Lacarra, une des filles de Géronime, reconnue baronne
  - 1700 : Noble Juliane Dame Baronne d'Espelette meurt[2] célibataire et lègue ses biens à la paroisse.

## Autres membres de la famille
- José Manuel de Ezpeleta (1742-1823), vice-roi de la Nouvelle-Grenade
- Le baron Antoine d'Ezpeleta, dont Carolus-Duran fait le portrait en 1882, fut un célèbre escrimeur et a eu pour maitresse Alice de Lancey, l’une des grandes courtisanes du Paris de la Belle Epoque. Ce portrait et celui de son chien « Chinois », furent légués au musée du Petit Palais par Mademoiselle de Lancey avec son propre portrait en 1915[3].